# Как Надя пошла за водкой
«Как На́дя пошла за водкой» — российский художественный фильм 2020 года режиссёра Владимира Мирзоева, расширенная адаптация сюжета его же короткометражной ленты «Русская смерть». Главные роли в картине сыграли Надежда Игошина, Евгения Соляных, Евгений Цыганов, Яна Троянова.

## Сюжет
Литературной основой сценария стала пьеса Ирины Васьковской, по которой Мирзоев снял в 2018 году короткометражный фильм «Русская смерть». Лента «Как Надя пошла за водкой» — расширенная адаптация этого сюжета. Героини фильма, сёстры Валя и Надя, живут на даче, где нужна мужская рука. Надя однажды приводит домой мужчину по имени Алексей — пьющего, женатого и несчастного в браке. Женщины решают его спасти.

## В ролях
- Надежда Игошина — Надя
- Евгения Соляных — Валя
- Евгений Цыганов — Алексей
- Яна Троянова — Псина

## Релиз и оценки
Премьера состоялась в рамках основной программы 10-го Открытого российского фестиваля кино и театра «Амурская осень», где картина получила специальный приз. Позже её показали на киносмотре «Меридианы Тихого». 29 октября 2020 года фильм вышел на Okko. 
Рецензенты отмечают, что режиссёр достаточно удачно балансирует между драмой и комедией, наполняя повествование «горьким юмором и грустной иронией». Обозреватель «Русской газеты» охарактеризовал сюжет фильма как «чеховщину, отравленную страхами». О чеховских мотивах написал и рецензент «Кино-театр.ру», по мнению которого «фильм, на первый взгляд, похож на опохмельный „смол-ток“ — совершенно не обязательный, но как-то поддерживающий бодрость духа в ожидании новых свершений».